# Observatorio Vulcanológico de California
El Observatorio Vulcanológico de Long Valley (en inglés: Long Valley Volcano Observatory) es el nombre que recibe el centro de observación de volcanes que monitorea la actividad volcánica y geológica del Valle Long (largo) o Caldera de Long Valley al este del estado de California, al oeste de los Estados Unidos.
El observatorio del volcán está al este de la Sierra Nevada en el Condado Mono (Mono County), California. Es una parte del Programa de Riesgos del Servicio Geológico de Estados Unidos , una agencia científica del gobierno de Estados Unidos.